# Laubmoose
Die Laubmoose (Bryophyta) sind eine Abteilung der Pflanzen und eine der drei Gruppen, die als Moose zusammengefasst werden.

## Merkmale

### Gametophyt

Lebenszyklus der Laubmoose

Das Protonema besteht aus dünnen, vielzelligen Fäden. Der Gametophyt ist immer in Stämmchen und Blättchen gegliedert. Die Stämmchen besitzen zum Teil einfache Leitelemente (Leptoide und Hydroide). Die Blättchen sind schraubig gestellt, nur selten stehen sie drei- oder zweizeilig. In aller Regel stehen die Blättchen nicht dorsiventral. Vielfach besitzen sie eine mehrschichtige Mittelrippe. Die Blättchen sind nie mehrspitzig; die Laminazellen sind rundlich (parenchymatisch) oder langgestreckt (prosenchymatisch). Die Rhizoiden sind mehrzellig, verzweigt und mit schrägen Querwänden versehen. Ölkörper kommen bei den Bryophytina nie vor.

### Sporophyt
Der Sporophyt besitzt immer einen Stiel (Seta). Die Seta wächst vor der Reifung der Kapsel in die Länge. Die Entwicklung des Sporogons dauert fünf bis 19 Monate. Die Kapsel ist birnenförmig bis zylindrisch und besitzt meist Columella und Peristom. Sie besitzt einen abfallenden Deckel, oder die Kapsel bleibt geschlossen und öffnet sich durch Zerfall. Die Kalyptra reißt beim Wachstum des Sporogons ringsum ab und wird von der Seta emporgehoben. Die Bryophytina besitzen im Gegensatz zu den Lebermoosen keine Elateren.

## Systematik
Stech und Frey gliedern die Laubmoose wie folgt:
- Abteilung Laubmoose (Bryophyta)
  - Unterabteilung Takakiophytina
    - Klasse Takakiopsida

  - Unterabteilung Sphagnophytina
    - Klasse Sphagnopsida

  - Unterabteilung Bryophytina
    - Klasse Andreaeopsida
    - Klasse Oedipodiopsida
    - Klasse Tetraphidopsida
    - Klasse Polytrichopsida
    - Klasse Bryopsida

Für eine Gliederung bis zur Familienebene siehe Systematik der Moose.

## Fossile Belege
Fossile Laubmoose sind selten. Die ältesten Nachweise (Muscites plumatus) gehen auf das Unterkarbon zurück. Aus allen darauf folgenden erdgeschichtlichen Perioden liegen fossile Belege vor.
Die am besten erhaltenen Exemplare wurden in Bernstein tertiären Alters gefunden (Baltischer, Dominikanischer und Mexikanischer Bernstein). Ein Teil der im Tertiär vorkommenden Arten ist rezenten Moosen, von denen die meisten in Südostasien beheimatet sind, sehr ähnlich.